# Super VHS
 (janvier 2018).
Si vous disposez d'ouvrages ou d'articles de référence ou si vous connaissez des sites web de qualité traitant du thème abordé ici, merci de compléter l'article en donnant les références utiles à sa vérifiabilité et en les liant à la section « Notes et références ».

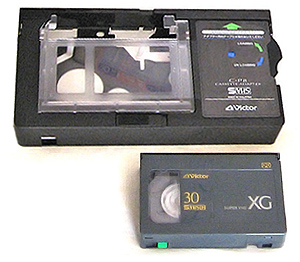
Cassette Super VHS-C (au premier plan) et son adaptateur

La Super-VHS ou S-VHS est un format vidéo et audio analogique, évolution de la vidéocassette VHS.
Dans ce format, l'image est d'une part améliorée par une augmentation de la définition à 400 points/ligne au lieu de 240 en VHS) et d'autre part, par un meilleur traitement du signal et une bande passante vidéo supérieure : la luminance et la chrominance sont enregistrées et si possible, véhiculées séparément conformément au format S-Video ou Y/C. Le traitement du son reprend les spécifications de la VHS Hi-Fi.
Grâce à ses spécificités et performances, le format SVHS restitue à la lecture, l'intégralité des éventuelles données numériques présentes dans le VBI, ce qui permet notamment de relire des informations télétexte sur une télévision compatible ainsi qu'exploiter ces données, vers un ordinateur via une carte d'acquisition vidéo équipée d'une entrée analogique adaptée ou Y/C.